# 李岱昆
李岱昆（1992年7月4日—），中國男演员。出生于湖南省婁底市，畢業於中國傳媒大學。